# 朝日天神山古墳
朝日天神山古墳（あさひてんじんやまこふん）は、大分県日田市小迫にある古墳群。朝日天神山古墳群、天満古墳（群）とも呼ばれる。2004年3月30日に大分県の史跡に指定されている。

## 概要
日田盆地北部の通称宮原台地と呼ばれる台地南端の山林と天満社境内にある2基の前方後円墳からなる古墳群である。

### 1号墳
1号墳は、全長33mで、後円部の直径約20m、高さ約4m、前方部の長さ約13m、幅約16m、高さ約3mの前方後円墳である。周囲には一重の周溝が確認されている。
1号墳からは、1928年（昭和3年）に天満社の社殿が建設された際に、ほう製（中国の鏡を模して日本で製作されたもの）変形五獣鏡、鉄刀、貝製雲珠、鏡板、杏葉、辻金具といった馬具、須恵器、土師器等が出土したほか、水晶製三輪玉が発見されている。水晶製三輪玉は、他では継体天皇陵に比定される今城塚古墳などから発見されているもので、九州では数例の出土があるのみであり、被葬者の社会的地位の高さを示すものと考えられる。
1号墳は、その出土品から2号墳（6世紀前半築造）に続く時代に築造されたものと推定されている。

### 2号墳
2号墳は、全長63mで、後円部の直径約36m、高さ約5m、前方部の長さ約27m、幅約38m、高さ約6mの前方後円墳である。墳丘の損傷が著しいが、周囲には二重の周溝が確認されている。日田・玖珠地方最大の前方後円墳であり、大分県内の古墳時代後期の古墳でも最大級のものである。
内部は未調査であるが、1997年からの調査で、周溝から環状把手付き横瓶、大型平底須恵器が出土している。須恵器は埴輪の代用の埴輪壺と考えられ、さきたま古墳群の中の山古墳などで類例が見られる希少な遺物である。
2号墳は、その出土品から、6世紀前半に築造されたものと推定されている。